# Conde Lippe
Conde Lippe é uma personagem criada por Ian Fleming no livro Thunderball, levado ao cinema em 1965 no filme 007 contra a Chantagem Atômica, interpretado pelo ator britânico Guy Coleman. Ele reaparece na refilmagem feita em 1983, Never Say Never Again.
Os condes de Lippe realmente existiram e tem descendentes vivos até hoje, porém, desde 1806 os membros da família tem o título de "Príncipes" e não "Condes". O nome da personagem provavelmente é uma referência de Fleming ao Príncipe Bernardo de Lippe-Biesterfeld, amigo do escritor. Do príncipe, Fleming teria retirado não apenas o nome para este personagem, mas várias outras características que viriam a compor o perfil do próprio James Bond, como o gosto por vodka martinis "agitados e não mexidos", carros e aviões velozes, e mulheres.

## Características
A personagem é um agente da SPECTRE envolvido com Fiona Volpe e Angelo Palazzi no plano para matar o major François Derval, irmão de Domino, e substituí-lo por um sósia - Palazzi, depois de uma plástica - para pilotar e sequestrar o bombardeiro carregado com armas nucleares. Impaciente, tenta matar Bond várias vezes e sempre falha, pagando com a vida pelos fracassos.

## No filme
O conde Lippe é um agente da SPECTRE, que trabalhando sob as ordens de Emilio Largo, o número 2 da organização terrorista, prepara o plano de sequestrar um bombardeiro da OTAN com armas nucleares, para chantagear o mundo em troca de 100 milhões de libras. Para isso, com a ajuda de Fiona Volpe, mulher sensual e sedutora, uma assassina do departamento de execuções da organização, que se envolve com o major Derval, piloto de um destes aviões, ele mata o piloto para substituí-lo por um sósia idêntico - Angelo Palazzi, após uma plástica - que pilotaria o avião até o local no mar onde ele seria resgatado pela SPECTRE.
Lippe aparece no spa onde Bond está hospedado, no sul da Inglaterra e perto de uma base aérea da OTAN, e o agente desconfia dele por notar uma pequena tatuagem vermelha no conde, sinal de uma possível ligação com assassinos de Macau. Quando Bond encontra-se numa mesa de tração para relaxamento da espinha, Lippe aproveita a saída momentanea da enfermeira Patricia Fearing e coloca os controles da máquina no máximo, para matar Bond por desmembramento, mas o agente é salvo pela volta de Fearing. Em retaliação, Bond prende Lippe dentro da sauna do spa quando o conde está dentro, impedindo a abertura da porta com uma barra, quase matando-o.
Depois de tentar matar 007 mais um vez, Lippe tem sua sorte selada, quando o sósia Palazzi, preparado por ele para substituir o major Derval no avião, exige mais do dobro do anteriormente combinado para terminar a missão. O conde, que o havia contratado, tem sua execução ordenada pela SPECTRE, e é morto em seu carro, quando seguia James Bond, por foguetes lançados de uma motocicleta pilotada por Fiona Volpe.

## Refilmagem
Na refilmagem de Thunderball em 1983, 007 Nunca Diga Nunca Outra Vez, a personagem - interpretada por Pat Roach - não é um conde nem tem ligação com a SPECTRE, apenas um assassino enviado por Fatima Blush para assassinar Bond no spa. Ele e 007 tem uma luta brutal que destrói toda a clínica e Lippe é morto por Bond depois de lhe jogar no rosto um béquer cheia de urina animal, que o faz perder temporariamente a visão e cair sobre uma enorme quantidade de recipientes de vidro quebrados pelo chão durante a luta, que cortam todo seu corpo e lhe matam por hemorragia.